# Лончар, Будимир
Будими́р Ло́нчар (хорв. Budimir Lončar; 1 апреля 1924, Хорватия, Королевство сербов, хорватов и словенцев — 1 сентября 2024, Преко, Углян) — югославский хорватский политик, министр иностранных дел Югославии с 1987 по 1991 год.

## Биография
Родился в посёлке Преко, на острове Углян недалеко от Задара. С 1941 года в рядах Народно-освободительной армии, активный участник партизанской борьбы. Член Коммунистического союза молодёжи Югославии с 1943 года, член КПЮ с 1945 года.
После окончания войны служил в армии, затем (в 1947—1949 гг.) в органах службы государственной безопасности.
С января 1950 года переведён в Министерство иностранных дел. Работал генеральным консулом СФРЮ в Нью-Йорке, был советником югославской миссии при ООН.
С 1 января 1956 года по 1964 год — заведующий отделом анализа и планирования МИД. Затем возглавлял отдел МИД по наблюдению за деятельностью эмиграции.
С 1 апреля 1965 года советник министра иностранных дел, с 1 октября 1965 года — посол Югославии в Индонезии, Малайзии и Сингапуре. С 1 ноября 1969 года специальный советник министра иностранных дел.
С 1 июня 1973 года посол в ФРГ. С 1 декабря 1977 года — заместитель министра иностранных дел СФРЮ. С 1 ноября 1979 по 1 декабря 1983 года — посол в США. С 1983 по 1987 год — заместитель, первый заместитель (с 1984 года) министра иностранных дел.
С 31 декабря 1987 года по 12 декабря 1991 года — министр иностранных дел СФРЮ. Считался близким соратником премьер-министра СФРЮ Анте Марковича.
До последнего момента выступал за целостность Югославии. Во время распада и войны в Югославии жил и работал в Нью-Йорке.
В 1993—1995 годах — специальный представитель генерального секретаря ООН Б. Бутроса-Гали по вопросам Движения неприсоединения.
С 2000 по 2010 год — советник президента Хорватии Стипе Месича, затем председатель Совета по вопросам внешней политики международных отношений президента Иво Йосиповича.
31 октября 2015 года хорватский национальный суд по этике вынес этическое осуждение Б. Лончара за «предательство» хорватских национальных интересов.
Президент Дипломатического совета Высшей школы международных отношений и дипломатии в Загребе.
Автор 47 трудов по вопросам политики и дипломатии.
Был женат, отец двух детей.

### Смерть
Умер 1 сентября 2024 года в своём родном посёлке Преко, на острове Углян, в возрасте 100 лет.